# Оджибве (озеро)

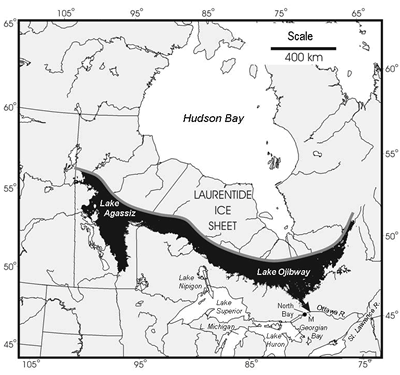
Ледниковые озёра Агассис и Оджибве

Оджибве (англ. Ojibway) — доисторическое приледниковое озеро, располагавшееся на территории современных провинций Канады Онтарио и Квебек, к северу от Великих озёр. Оджибве было последним из больших приледниковых озёр последнего ледникового периода. Сопоставимо по размеру с озером Агассис (с которым оно, вероятно, было связано). Существовало относительно недолго, достигнув наибольшего размера 8500 лет назад.

## Описание
Воды озера были спущены в Гудзонов залив, поскольку находилось на 250 метров выше уровня моря, около 8200 лет назад, что является возможной причиной глобального похолодания.